# Daisy Door
Daisy Door (eigentlich Evelyn Ericson, geborene van Ophuisen; * 30. Januar 1944 in Duisburg) ist eine deutsche Schlagersängerin.

## Biografie
Daisy Door sang bereits als Kind beim Kölner Rundfunk. Erste Aufnahmen von Singles erfolgten mit ihrer Schwester Liane als „Li & Ev(e)“; auch eine Solosingle ist entstanden. Später war sie Mitglied des Botho-Lucas-Chors. Als Solosängerin wurde sie 1971 durch das von Peter Thomas komponierte und produzierte Lied Du lebst in deiner Welt (Highlights of My Dream) aus der Folge Als die Blumen Trauer trugen der TV-Serie Der Kommissar bekannt. Hier lieh sie ungenannt der Schauspielerin Sylvia Lukan ihre Stimme. Von diesem Titel wurden innerhalb von drei Monaten mehr als 500.000 Schallplatten verkauft. Er bescherte ihr drei Auftritte in der ZDF-Hitparade (Dezember 1971, Januar und Februar 1972).
Ihren Künstlernamen wählte Daisy Door in Anlehnung an Doris Day. Sie heißt heute Evelyn Ericson und lebt in Duisburg.

## Diskografie

### Singles

#### Als Li & Eve
- 1963: Bye-Bye, Birdie, EMI Electrola E 22 640
- 1964: Bestell’ ein Taxi, EMI Electrola E 22 747
- 1965: Oh, Mama Mia Mutti, EMI Electrola E 23 036
- 1965: Darling Don’t Go (Baby Don’t Go), EMI Electrola E 23 097

#### Als Eve
- 1965: Du bist für mich wie der Sonnenschein, EMI Electrola E 23 117

#### Als Li & Ev
- 1966: Ben Sidih braucht Soldaten (Night Time Girl), EMI Electrola E 23 217
- 1966: Dann kam die Liebe, EMI Electrola E 23 368

#### Als Daisy Door
- 1967: Curry, EMI Electrola E 23 461
- 1968: Mein Herz hat geschlossen, Vogue DV 14699
- 1969: Im Mondschein ist alles anders, Vogue DV 14989
- 1970: Mister Happiness, Vogue DV 11075
- 1971: Schulmädchen, Ariola 10 337 AT (Titel aus „Der neue Schulmädchen-Report. 2. Teil: Was Eltern den Schlaf raubt“)
- 1971: Du lebst in deiner Welt (Highlights of My Dream), Ariola 10 843 AT
- 1972: Pop Corn (in Kompilation Das sind Schlager III, Ariola 86 540 XBT)
- 1972: Komm und wir sind frei, Ariola 12 039 AT
- 1972: The Bigger the Step You Take, Ariola 12 210 XT (Promo-Single, englische Coverversion von Du lebst in deiner Welt)
- 1972: Jesahel (Hesekiel), Ariola 12 286 AT
- 1972: Liebe fragt nicht nach Millionen, Ariola 12 313 AT
- 1973: Straße der Vergangenheit (Take Me Home, Country Road), Ariola 12 711 AT
- 1974: Mein Paradies im Sonnenschein (Mexiko, Mexiko), Ariola 13 306 AT
- 1975: Im Wald da sind die Räuber, Ariola 16 160 AT
- 1977: Komm in mein Haus (Pazza Idea), Telefunken 6.12181 AC

### Alben
- 1972: Du lebst in deiner Welt, Ariola 86 090 IT